# Lővey család
A lövői és lövöpetri Lővey (Lövey, Leővey) család Szabolcs megyei eredetű. Mindkét előnév és a családi név Nyírlövőre ill. a szomszédos Lövőpetrire utal. A 14. század közepe táján szerepel Lővey Pál, ennek unokái később, 1453. május 3-án kaptak címeres nemeslevelet. A következő viharos századokban a család szétszakadt.
1650. december 3-án találkozunk ismét a Lővey családdal, amikor Lővey Béla és társai személyében új armálist (címeres nemeslevelet) kapott a család, amit Borsod megyében hirdettek ki. Ez idő körülről ismert Lővey Gergely neve is, akinek felesége Balling János munkácsi várkapitány ismeretlen nevű lányának férje volt. Az 1724. évi investigatio szerint Lővey András tarnazsadányi lakos, míg később Lővey János Boconádon lakott.
Az 1754/55. évi országos nemesi összeírás alkalmával a családban Borsod megyében szerepel: György és János, Heves vármegyében András és Mihály, Szabolcs vármegyében Ádám, Gergely és István. 1804-ben Heves vármegyében bizonyságlevelet nyert Lővey Mátyás és János, majd az utóbbinak fiai: Antal (sz. 1788), János (sz. 1802), Gáspár (sz. 1795), Mihály (sz. 1797), József (sz. 1802) Bács-Bodrog vármegyébe, Csantavérre költöztek. Talán innen került a család a Kiskunságba is.
A család legismertebb tagja lövői és lövőpetri Leövey Klára írónő. Máramarosszigeten született 1821-ben és meghalt Budapesten 1897-ben, amikor egy lóvonat halálra gázolta. 1846-ban Teleki Blanka pesti nőnevelő intézetében lett tanítónő. A szabadságharc idején, 1849 elején Pestről Debrecenbe követték a kormányt, ahol elsősorban sebesült honvédek ápolásával foglalkoztak. A fegyverletétel után is segítették a honvédeket, ezért letartóztatták és öt esztendei várfogságra ítélték, amit nagyrészt Kufsteinben töltött le. Kiszabadulása után 1856-ban Máramarosszigeten nőnevelő intézetet alapított. Később Párizsba utazott, majd itthon főúri családoknál nevelősködött. Versei, cikkei tárcái fővárosi és vidéki lapokban jelentek meg. Többnyire visszaemlékezések a szabadságharcra.
Másik ismert tagja a családnak dr. Lövey József (Kiskunmajsa, 1900 – Budapest, 1976) Pestújhely nagyközség községi főorvosa. Korát meghaladó modern szemléletű, a gyerek és anyavédelem jelentőségét felismerő orvos volt. Háznál több mint 3400 szülést vezetett le. Családja körében bujtatott 1944 decemberében és 1945 januárjában több zsidót és szökött katonát. 1957-ben internálták. Díszpolgár, sírja nemzeti kegyeleti hely, emlékét rendelője falán emléktábla őrzi.